# Олик'ял
Олик'я́л (рос. Олыкъял, марій. Олыкъял) — присілок у складі Моркинського району Марій Ел, Росія. Входить до складу Шалинського сільського поселення.

## Населення
Населення — 67 осіб (2010; 91 у 2002).
Національний склад (станом на 2002 рік):
- лучні марійці — 98 %